# Alawerdi (Kachetia)
Alawerdi (gruz. ალავერდი) – wieś w Gruzji, w regionie Kachetia, w gminie Achmeta. W 2014 roku liczyła 141 mieszkańców.